# Ястребінський Євген Іванович
Євген Іванович Ястребінський (нар. 6 березня 1969, Київ, УРСР) — радянський та український футболіст, нападник.

## Життєпис
Вихованець київської СДЮШОР «Зміна». На дорослому рівні дебютував в 1991 році в складі клубу «Уралан», за який зіграв 41 матч та відзначився 10 голом у другій нижчій лізі СРСР. Після розпаду СРСР продовжив грати за «Уралан» у першій лізі Росії, де виступав до 1996 року. У 1997 році повернувся в Україну, де підписав контракт з клубом «Вінниця». У складі «Вінниці» провів три повноцінних сезони й зіграв 91 матч (8 голів) у першій лізі України. На початку сезону 2000/01 років перейшов у київську «Оболонь», яка виступала у другій лізі, і за підсумками сезону виграв з командою групи «Б», таким чином повернувшись до першої ліги. Наступного сезону в першій лізі «Оболонь» посіла третє місце і вийшла до вищої ліги України. У вищій лізі Ястребинський провів 4 матчі. У сезоні 2003/04 років перестав потрапляти в заявку основної команди та став граючим тренером «Оболоні-2». По завершенні сезону закінчив кар'єру гравця.
З 2010 році працює тренером у ДЮФШ «Динамо» (Київ) ім. В.В. Лобановського. Закінчив Переяслав-Хмельницький державний педагогічний університет імені Григорія Сковороди.

## Досягнення
«Оболонь»
- Друга ліга чемпіонату України
  -  Чемпіон (1): 2000/01 (група Б)